# American Heart
American Heart è un film del 1992 diretto da Martin Bell ed interpretato da Edward Furlong e Jeff Bridges.

## Trama
Il rapinatore di banche Jack Kelson, uscito di prigione, decide di iniziare una nuova vita insieme al figlio dodicenne Nick. Per guadagnarsi di che vivere e pagare l'affitto dell'appartamento in cui i due vivono, Jack si mette a lavorare per una ditta di pulizie. L'incontro con un suo vecchio compagno di rapine, che intende commettere una rapina in una delle banche dove lavora Jack, complicherà le cose.

## Produzione
American Heart è stato girato a Seattle dall'agosto 1991 all'ottobre 1991.
Diversi elementi della sceneggiatura del film sono basati su materiale proveniente dal film documentario Streetwise.

## Riconoscimenti
- 1994 - Independent Spirit Awards
  - Miglior attore protagonista a Jeff Bridges
  - Nomination Miglior fotografia a James R. Bagdonas
  - Nomination Miglior attore non protagonista a Edward Furlong
  - Nomination Miglior attrice non protagonista a Lucinda Jenney
  - Nomination Miglior film d'esordio a Martin Bell, Jeff Bridges e Rosilyn Heller